# Силиньш, Эдгар
Эдгар Силиньш, так же Эдгарс Имантс Силиньш (в советское время Эдгар Александрович Силиньш; латыш. Edgars Imants Siliņš; 21 марта 1927 года, Лигатне — 26 мая 1998 года, Рига) — советский и латвийский физик.

## Биография и научная деятельность
Эдгар Силиньш родился четвёртым ребёнком в семье зажиточных крестьян на хуторе «Вецлапсас» Лигатненской волости Рижского уезда. Во время учёбы в школе интересовался более литературой и историей, чем естественными науками. По причине разразившейся войны и смерти матери в 1943 году образование пришлось бросить, но в 1946 Э. Силиньш сдал школьные экзамены экстерном и поступил на химический факультет Латвийского государственного университета (ЛГУ). Выбор в пользу естественных наук Эдгар Силиньш сделал, сознавая, что в советском государстве науки гуманитарные подчинены государственной идеологической доктрине, отчего невозможно было сохранить независимость исследования. Однако в период сталинских репрессий 1949 года он был вынужден оставить и обучение на химическом факультете, поскольку происходил из зажиточных крестьян. После этого Э. Силиньш в течение 14 лет работал лаборантом, из которых последние двенадцать — на Рижском электромашиностроительном заводе (РЭЗ, латыш. Rīgas Elektromašīnbūves rūpnīca, RER). Работая в лаборатории этого завода, Э. Силиньш впервые смог заняться серьёзной научной работой, преимущественно в области атомной спектроскопии. В 1958 году он выступил на X Всесоюзном совещании по спектроскопии во Львове с двумя сообщениями. В целом за годы работы на РЭЗ Эдгар Силиньш опубликовал 26 научных и технических статей по атомной и молекулярной спектроскопии, а также 16 технических и технологических публикаций. Здесь же началось сотрудничество с многолетним коллегой О. Вилитисом. Во время хрущёвской «оттепели» Эдгар Силиньш в 1957 году поступил и в 1961 году окончил Физико—математический факультет Латвийского Государственного университета. В 1962 году поступил в заочную аспирантуру в Ленинградском Государственном оптическом институте им. С. И. Вавилова, которую и закончил в июне 1965 года, защитив кандидатскую диссертацию на тему влияния полярности плазменного и контактного разряда на эмиссионные спектры атомов металла (научный руководитель К. Таганов).
В 1963 году основатель Института органического синтеза (ИОСЛ) академик Соломон Гиллер предложил создать в Риге объединённую группу физиков и химиков для изучения электрофизических свойств органических соединений. Руководителем группы был избран Эдгар Имант Силиньш. С 1963 по 1967 год он являлся научным сотрудником Лаборатории проблем физики полупроводников ЛГУ, а с 1967 года — руководил Лабораторией физики органических полупроводников (позднее — Лаборатория физики органического твёрдого тела и молекулярной электроники) Института физической энергетики Латвийской академии наук. В период до 1975 года была разработана новая модель, описывающая физическую природу центров захвата в органических молекулярных кристаллах; наиважнейшая публикация (цитируемость в базе данных Scopus 71) этого периода послужила началом сотрудничества Э. И. Силиньша с профессором Нью-Йоркского университета Мартином Поупом и профессором японского Национального института естественных наук Хироо Инокучи, позднее также с профессором Пльзеньского университета Станиславом Нешпуреком.
В дальнейшем Эдгар Силиньш занимался проблемами энергетики органических твёрдых тел и доказал, что к молекулярным твёрдым телам нельзя применять выводы классической зонной теории. Была также разработана улучшенная феноменологическая модель для описания этих особенностей. В 1978 году эти выводы были обобщены в монографии, а год спустя на их основе Эдгар Имант Силиньш защитил докторскую диссертацию. В 1980 году указанная монография в переработанном виде была опубликована в западногерманском издательстве Springer и стала одной из наиболее цитируемых работ латвийских учёных (218 цитирований на июнь 2017); сам Э. И. Силиньш считался наиболее цитируемым из латвийских учёных.
В начале 1980-х Эдгар Силиньш углублённо занимался выяснением механизмов фотогенерации в органических молекулярных кристаллах. В 1985 году Эдгар Силиньш опубликовал модель молекулярного полярона, вместе с сотрудниками А. Юргисом и Г. Шлихтой разработал модифицированную модель Сано—Мозумдера для описания переноса носителей заряда в молекулярном полупроводнике. Деятельность Э. Силиньша включала широкое сотрудничество с химиками РПИ (позднее — РТУ) под руководством профессора О. Нейланда, а также с химиками ИОСЛ под руководством академика Я. Фрейманиса. В целом Э. Силиньш был автором более чем 200 научных статей и научных докладов, а также шести монографий, выступал более чем на 20 международных конференциях, прочитал более 50 лекций в зарубежных научных центрах. Цитируемость Эдгара Силиньша в Scopus равна 710, индекс Хирша — 15. Являлся членом Американского физического общества и нескольких других международных организаций. С 1992 года — действительный член Латвийской академии наук.
Эдгар Имант Силиньш умер 26 мая 1998 года, похоронен на Лигатненском кладбище. В том же году Латвийской академией наук была учреждена премия по физике имени Э. Силиньша. В 2004 году возле Института физической энергетики (Рига, ул. Айзкрауклес, 21) был открыт памятник Эдгару Силиньшу (скульпторы Юрис и Зигрида Рапы).

## Взгляды на жизнь и работы по философии науки
Эдгар Имант Силиньш много интересовался восточной философией (даосизмом, дзен-буддизмом), а также культурой Японии. Ценил работы Нильса Бора по философии науки, а также (в философском ключе) работы нидерландского графика Маурица Эшера. После смерти Э. Силиньша в издательстве Jumava вышла его работа по философии науки «Искания великих истин» (латыш. Lielo patiesību meklējumi).

## Цитаты
Открытие истины — самоцель науки и оправдание её существования. Поэтому учёный никогда не должен лгать. Ложь подрывает доверие к утверждениям других учёных. А без такого доверия невозможно коллективное сотрудничество в науке. (1971)
латыш. Patiesības atklāšana ir zinātnes pašmērķis un eksistences attaisnojums. Tāpēc zinātnieks nekad nedrīkst melot. Meli sagrauj uzticību cita zinātnieka apgalvojumiem. Bet bez šādas uzticības nav iespējama zinātnieku kolektīva sadarbība.)

## Монографии
- О. Нейланд, Я. Страдынь, Э. Силиньш и др. Строение и таутомерные превращения β-дикарбонильных соединений. Зинатне: Рига, 1977, 444.с.
- Э. Силиньш. Электронные состояния органических молекулярных кристаллов. Зинатне: Рига, 1978, 344.с.
- E. A. Silinsh. Organic Molecular Crystals. Their Electronic States. Springer: Berlin/Heidelberg, 1980, 389 p. (англ.)
- В. Андреев, M. Kурик, С. Нешпурек, Э. Силиньш, И. Чaпек и др. (под общей редакцией Э. Силиньша). Электронные процессы в органических молекулярных кристаллах: Явление поляризации и локализации. Зинатне: Рига, 1988, 329.с.
- Э. Силиньш, M. Kурик, И. Чaпек. Электронные процессы в органических молекулярных кристаллах: Перенос, захват, спиновые эффекты. Зинатне: Рига, 1992, 363.с.
- E. Siliņš, V. Čapek. Organic Molecular Crystals: Interaction, Localization, and Transport Phenomena. AIP Press, New York, 1994, 402 p. (англ.)
- Lielo patiesību meklējumi. Esejas. Jumava: Rīga, 1999, 511 lpp. (латыш.)

## Награды
- Большая медаль АН Латвии «за создание нового научного направления и школы физики органического твёрдого тела и за организаторскую деятельность в латвийской науке» (1997)
- Премия АН ЛССР имени М. Келдыша (1984)
- В 1998 году (после смерти Э. Силиньша) Латвийская академия наук учредила премию его имени.